# Aleksander Wielopolski

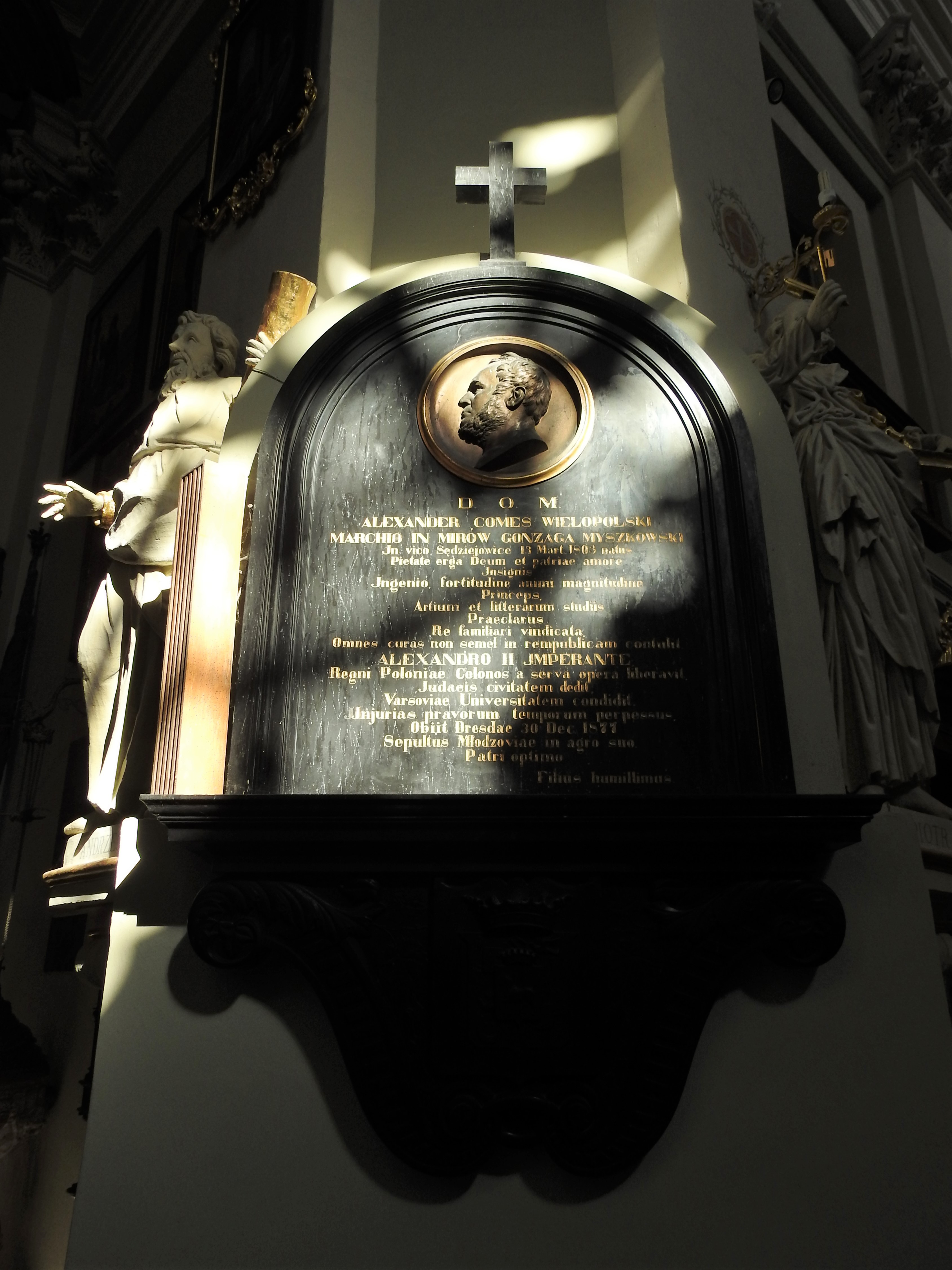
Epitafium Aleksandra Wielopolskiego w kościele św. Ducha i Matki Boskiej Bolesnej w Młodzawach Małych

Aleksander Wielopolski herbu Starykoń (ur. 13 marca 1803 w Sędziejowicach, zm. 30 grudnia 1877 w Dreźnie) – polski polityk, hrabia w Królestwie Kongresowym w 1820, margrabia Gonzaga-Myszkowski, XIII ordynat pińczowski, naczelnik Rządu Cywilnego, wiceprezes Rady Stanu Królestwa Kongresowego, szambelan dworu królewskiego Mikołaja I Romanowa w 1830.

## Życiorys
W 1813 został zapisany do Cesarsko-Królewskiej Terezjańskiej Akademii Szlacheckiej. W latach 1817–1820 uczęszczał do Liceum Warszawskiego. W 1820 zapisał się na Wydział Prawa Królewskiego Uniwersytetu Warszawskiego. W 1822 zrezygnował z dalszej nauki i wyjechał przez Wrocław do Paryża. W 1823 w Getyndze uzyskał dyplom doktora filozofii i magistra sztuk wyzwolonych. Jego praca doktorska, wydrukowana w 1824 w Getyndze nosiła tytuł O idei Wieczności. W czasie powstania listopadowego odbył, z ramienia Rządu Narodowego, misję dyplomatyczną do Londynu wraz z Aleksandrem Walewskim. W 1831 został wybrany posłem z powiatu grodzieńskiego na sejm powstańczy. W czasie powstania listopadowego w 1831 wydawał dziennik Zjednoczenie, na łamach którego stojąc na gruncie monarchii szlacheckiej zwalczał lewicę.
Po upadku powstania współpracował z pismem "Kwartalnik Naukowy", wydawanym w Krakowie przez Antoniego Zygmunta Helcla. Wspólnie z nim oraz z Pawłem Popielem wywarł wpływ na koncepcje ideowe tworzącego się stronnictwa konserwatystów krakowskich.
W 1846, będąc pod wrażeniem okrucieństw, do jakich dochodziło w Galicji, wystosował List szlachcica polskiego do ks. Metternicha, w którym postulował oparcie się Polski o Imperium Rosyjskie przeciw Królestwu Prus i Cesarstwu Austrii. W 1848 był współzałożycielem galicyjskiego stronnictwa konserwatywnego. Uczestnik Kongresu Słowiańskiego w Pradze.
27 marca 1861 został mianowany dyrektorem głównym prezydującym w Komisji Rządowej Wyznań Religijnych i Oświecenia Publicznego dzięki protekcji prokuratora generalnego neofity Juliusza Enocha. Wielopolski zdecydowany był rozwiązać Towarzystwo Rolnicze i Delegację Miejską oraz podjąć represje wobec konspiracji narodowej przy jednoczesnym równouprawnieniu ludności żydowskiej. W nocy z 7 na 8 kwietnia Aleksander Wielopolski przedłożył do podpisu namiestnikowi księciu generałowi Michaiłowi Gorczakowowi opracowaną przez siebie „ustawę o zbiegowiskach”, dopuszczającą użycie siły zbrojnej wobec ludności cywilnej. Decyzja ta utorowała drogę do masakry bezbronnej ludności Warszawy przez wojsko rosyjskie 8 kwietnia na placu Zamkowym.
Na tym stanowisku ukrócił samowolę urzędników carskich, zastępował ich Polakami, opracował plan pomnożenia liczby szkół elementarnych i średnich, w 1862 utworzył w Warszawie, na bazie Akademii Medyko-Chirurgicznej, Szkołę Główną. Realizację dalszych reform oświaty powierzył Kazimierzowi Krzywickiemu. Przywrócił Radę Stanu Królestwa Polskiego, wprowadził reformujące i porządkujące system administracji ustawy o samorządzie gmin miejskich i wiejskich, powiatów i guberni. Jego zasługą jest także wprowadzenie oczynszowania chłopów i równouprawnienia Żydów. Żądania uznania przez Polaków status quo i wyrzeczenia się dążeń niepodległościowych spowodowały jego poróżnienie się z wieloma działaczami polskimi, natomiast śmiałe reformy zniechęciły do niego carską administrację.
Pokłócony z agresywnymi wobec Polaków władzami rosyjskimi w Warszawie złożył dymisję i wyjechał w 1861 do Petersburga. Tam zdobył przychylność dworu dla swoich poglądów (przekonywał, że tylko poważne ustępstwa wobec Polaków mogą uspokoić „wrzącą” sytuację w Królestwie) i wrócił w czerwcu 1862 jako naczelnik rządu cywilnego Królestwa Polskiego. 7 i 15 sierpnia 1862 Ludwik Ryll i Jan Rzońca podjęli nieudane próby dokonania zamachu na Wielopolskiego.
Przerażone grożącą wojną sytuacją stronnictwo białych zaproponowało Wielopolskiemu współpracę, ten jednak odmówił. W 1863 celem powstrzymania działań Polaków zmierzających do konfrontacji z Rosją zarządził tak zwaną „brankę” do wojska rosyjskiego. Wprowadził do niej jednak odmienne zasady polegające na wyborze tylko elementów nieprawomyślnych. Opozycja zdecydowała w tej sytuacji o rozpoczęciu powstania. Wieść o wybuchu powstania skwitował słowami: „wrzód pękł”, będąc przekonany, że powstanie uda się stłumić w ciągu kilku tygodni i można będzie powrócić do dzieła reform. Wobec niepowodzeń w walce z nastrojami rewolucyjnymi utracił zaufanie cara Aleksandra II i został zdymisjonowany. W lipcu 1863 opuścił Warszawę. Zrażony do polityków polskich i rosyjskich oraz do społeczeństwa polskiego resztę życia spędził bezczynnie w Dreźnie.
Zmarł po ciężkiej chorobie. Jego ciało zostało sprowadzone do kraju i spoczęło w podziemiach kościoła pw. św. Ducha i Matki Boskiej Bolesnej w Młodzawach Małych –  jego marmurowy nagrobek usytuowany jest w kościele pomiędzy prezbiterium a północnym ramieniem transeptu.

## Odznaczenia
- Krzyż Wielki Orderu Franciszka Józefa (1870, Austro-Węgry)[16]

## Rodzina
Syn Józefa Stanisława Wielopolskiego i Eleonory z Dembińskich. Dwukrotnie żonaty: z Teresą Potocką herbu Pilawa (1806–1831) oraz z Pauliną Apolonią Potocką (1813–1895), która urodziła trzech ich synów: Zygmunta Andrzeja (XIV ordynata), Józefa (1834–1901) i Władysława (zmarł w 1849).

## Pamięć o Wielopolskim
Jego postawa, historia i postać została wyśpiewana w piosence Przemysława Gintrowskiego do słów Jerzego Czecha pod tytułem Margrabia Wielopolski.
Występuje i wykłada swoje racje w powieści Władysława Terleckiego pod tytułem Dwie głowy ptaka, opowiadającej między innymi o próbie zamachu na margrabiego.
Jest jednym z głównych bohaterów powieści historycznej Zofii Kossak pod tytułem Dziedzictwo.
Obraz Jacka Malczewskiego Hamlet polski. Portret Aleksandra Wielopolskiego z 1903 wbrew obiegowym opiniom nie przedstawia Aleksandra Wielopolskiego, Naczelnika Rządu Cywilnego Królestwa Kongresowego, lecz jego wnuka o tym samym imieniu (1861–1914).